# Tour Shacolas
 (juin 2024).
Si vous disposez d'ouvrages ou d'articles de référence ou si vous connaissez des sites web de qualité traitant du thème abordé ici, merci de compléter l'article en donnant les références utiles à sa vérifiabilité et en les liant à la section « Notes et références ».
La Tour Shacolas ou Tour Ledras (grec : Πύργος Σιακόλα) est un gratte-ciel à Nicosie, Chypre. Elle est achevée en 1959. Sa construction a été réalisée par Costas Manglis et est anciennement connue sous le nom de Tour Manglis, qui abritait les bureaux de la General Engineering and Hellenic Mining Company[réf. non conforme]. Elle est située dans la vieille ville de Nicosie et est le plus haut bâtiment de Chypre jusqu'en 1978. Les 5 premiers étages sont des magasins H&M et le 6e étage était auparavant occupé une cafétéria offrant une vue panoramique sur la vieille ville. Le 11e étage est un observatoire et musée surplombant toute la capitale. Il y a des télescopes, des jumelles et une présentation enregistrée sur l'histoire de la capitale[source insuffisante].

## Musée
Le musée présent dans la tour, situé au 11e étage, est doté d'un observatoire offrant une vue panoramique sur la ville. L'exposition, coopération avec le Musée Leventis de Nicosie et le groupe Debenhams, met en avant des photographies et des descriptions multilingues de la vieille ville de Nicosie.